# NGC 1747
NGC 1747 је расејано звездано јато у сазвежђу Златна риба које се налази на NGC листи објеката дубоког неба.
Деклинација објекта је - 67° 10' 8" а ректасцензија 4h 55m 11,0s. Привидна величина (магнитуда) објекта NGC 1747 износи 9,4 а фотографска магнитуда 9,4. NGC 1747 је још познат и под ознакама ESO 85-SC16.